# Сарткела
Сарткела (груз. სარტყელა) — село в Грузии. Находится в Хашурском муниципалитете края Шида-Картли. Высота над уровнем моря составляет 880 метров. Население — 1 человек (2014).